# Murdochite
La murdochite è un minerale.